# Fritigern
Fritigern (?–380?) byl vizigótský král z dynastie Tervingů, jenž v roce 378 porazil římského císaře Valenta v bitvě u Adrianopole.

## Život
Během války Římanů s Tervingy koncem 60. let 4. století měl Fritigern vystupovat jako zastánce prořímské politiky a oponent soudce Athanaricha, tehdejšího vůdce Tervingů. Mezi Fritigernovými a Athanarichovými stoupenci v řadách Tervingů pravděpodobně vypukl v této době konflikt, přičemž Fritigern přestoupil k ariánství, šířené mezi Góty biskupem Vulfilou a vyznávané tehdejším východním císařem Valentem. Podle Sókrata Scholastika tak učinil z vděčnosti za císařovu podporu v boji s Athanarichem. Po ukončení střetu s Římany potlačil Athanarich Fritigernovu vzpouru a nechal pronásledovat gótské křesťany.
Kolem roku 375 dorazili do Evropy Hunové. Při svém postupu na západ zvítězili tito nomádi nad Alany a poté si podmanili gótské Greutungy, sídlící východně od Tervingů, na území dnešní jižní Ukrajiny. Pokračující tlak Hunů směřoval do oblastí severně od dolního Dunaje, obývaných Tervingy. Protože Athanarich nedokázal Huny zastavit, Fritigern v létě 376 navrhl, aby se Tervingové obrátili o pomoc na Římany. Následně přešla většina Athanarichových dosavadních přívrženců na stranu Fritigerna a Athanarich se se zbytkem svých lidí stáhl do Karpat. Nato Alavivus a Fritigern požádali Valenta o svolení usadit se v římské říši. Císař se domníval, že mezi těmito Góty získá nové rekruty do svého vojska a souhlasil, aby byli Tervingové vpuštěni do říše.
Římané sice poměrně často přijímali poražené barbarské kmeny, ovšem počet příchozích Tervingů se ukázal být příliš vysoký. Jejich zásobování představovalo problém, jehož zvládnutí přesahovalo kapacity římské provinciální správy. Situace byla ještě zhoršována místními římskými veliteli, kteří nedostatku potravin zneužívali k vlastnímu obohacení stanovením přemrštěných cen. Nastalý hlad vyvolal u Gótů napětí, jež brzy přerostlo v otevřené nepřátelství vůči Římanům. V téže době se k hranicím říše přiblížila skupina gótských Greutungů, jejichž žádosti o vstup na římské teritorium nebylo vyhověno. Když ale Římané polevili ve své ostražitosti při střežení řeky, což bylo způsobeno neklidem mezi Fritigerovými Góty, přeplavili se Greutungové na jižní břeh Dunaje. Římané pak pozvali Fritigerna, Alaviva a ostatní předáky Tervingů na hostinu, při níž se je pokusili zadržet. Fritigernovi se z nastalého nebezpečí podařilo vyváznout a po návratu k Tervingům se postavil do čela gótské vzpoury proti Římanům.
V dalších dvou letech Gótové drancovali římské provincie Moesii a Thrákii. Teprve v roce 378 přesunuli Valens a jeho spolucísař Gratianus svá vojska na Balkán. Valens žárlivý na úspěchy svého císařského kolegy se rozhodl potřít Góty bez jeho pomoci a i přes Fritigernovy nabídky míru se začátkem srpna téhož roku vypravil vstříc Gótům nacházejícím se nedaleko města Adrianopol (dnešní Edirne). Dne 9. srpna 378 se Valentovi muži střetli s Fritigernovými Góty v bitvě u Adrianopole. Boj začal útokem neukázněných římských vojáků, nicméně náhlý a mocný protiúder gótské jízdy zvrátil jeho vývoj ve prospěch Gótů. Římané utrpěli ničivou porážku a přišli o dvě třetiny své armády. V bitvě zahynul vedle mnoha římských velitelů a důstojníků také císař Valens.
Fritigern dosáhl velkolepého vítězství, přesto ho nebyl schopen jakýmkoli způsobem zužitkovat. Gótové vzápětí oblehli Adrianopol a potom se vydali ke Konstantinopoli, avšak byli odraženi. Fritigern musel čelit rostoucí nesvornosti v gótských řadách a trvajícím potížím se zajištěním zásob. V roce 380 odvedl své soukmenovce z Thrákie do Makedonie a severního Řecka. Taktéž inicioval spiknutí proti svému dávnému soupeři Athanarichovi donucenému k odchodu do vyhnanství. Po roce 380 už Fritigern není v pramenech zmiňován, takže jeho pozdější osud zůstává nejasný. Historik Peter Heather nevylučuje, že mohl být svržen Góty v zájmu dosažení míru s Římany.